# François Hennebique

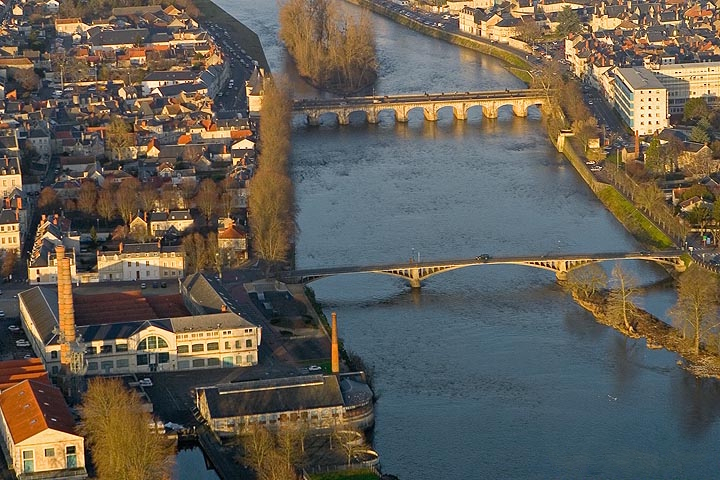
Vista aèria de la ciutat de Châtellerault i del curs del riu Vienne. A la part inferior, el "pont de Camille d'Hogues" dissenyat i construït per François Hennebique.

François Hennebique (Neuville-Saint-Vaast, 26 d'abril de 1842 - París, 7 de març de 1921) va ser un enginyer, arquitecte i constructor francès autodidacte, inventor d'un sistema de construcció amb formigó armat, que va permetre la ràpida difusió d'aquest material a Europa a començaments del segle xx.

## Biografia
Després de formar-se en el ram de paleta, Hennebique es va instal·lar per compte propi com a constructor a Brussel·les, especialitzant-se en la reconstrucció d'esglésies com la de Sant-Martí de Kortrijk el 1865.
Durant els anys 1870, Hennebique, que en 1867 havia conegut l'aplicació de Joseph Monier amb formigó reforçat amb malles metàl·liques, va treballar en el desenvolupament d'una nova tècnica de construcció en utilitzar ferro forjat com a material de reforç ignífug que va aplicar per primera vegada el 1879 a la construcció d'un edifici residencial a Brussel·les.
Hennebique va ajudar a comprendre teòricament la naturalesa del sistema en suggerir el 1886 que les forces de compressió dels blocs de formigó per a sòl fan bancals suportades pel reforç metàl·lic de manera que es feia possible economitzar materials a la fabricació de blocs. Hennebique va desenvolupar aleshores una variant de formigó armat en blocs reforçats amb barres de ferro longitudinals a la seva cara inferior que va patentar a França i Bèlgica el 1892 i que va ampliar a tot un sistema de construcció aplicat a puntals, terres i parets. La seva empresa va experimentar des d'aleshores un ràpid creixement ampliant la seva plantilla de 5 empleats a 22, el que el va portar a instal·lar-se a París des d'on va concedir llicències per a l'ús del seu sistema. Algunes de les societats que van aplicar la tècnica van ser la de L.G. Mouchel al Regne Unit, i Eduard Zublin a Alemanya, on competia amb l'empresa de G. A. Wayss que havia comprat la patent de Joseph Monier el 1879.
Entre el 1892 i el 1902, més de 7 000 edificacions van ser construïdes amb el sistema d'Hennebique especialment aplicat en ponts, torres d'aigua i d'altres edificis com el Grand Palais de París, la majoria mitjançant llicències. Hennebique va dirigir o va dissenyar ell pròpiament algunes d'elles, com la del pont de Wiggen, a Suïssa el 1894 o el "pont Camille d'Hogues" de Châtellerault el 1899. Després de publicar un article a la revista Béton armé el 1896, va presentar un projecte per a la presa d'Assuan el 1899. Posteriorment, va construir un complex residencial a Bourg-la-Reine el 1904 i el 1910, el pont del Risorgiment de Roma.